# BAP Iquique (SS-44)
Le BAP Iquique (pennant number : SS-44), initialement appelé BAP Merlin (S-4), est un sous-marin commandé par la marine péruvienne à la Electric Boat Company. Il a été nommé Iquique en souvenir de la victoire péruvienne dans la Bataille navale d'Iquique, menée dans le port éponyme en 1879 pendant la guerre du Pacifique.

## Conception
Après la Seconde Guerre mondiale, la Kriegsmarine avait démontré que les sous-marins pouvaient avoir un effet dévastateur sur l’armée d’un pays (comme cela s’est produit lors de la bataille de l’Atlantique). Avant l’utilisation du radar et du sonar, la Royal Navy était impuissante contre eux.
Pendant ce temps, la marine péruvienne avait des unités obsolètes. Les sous-marins de classe R avaient déjà atteint leur durée de vie. Le gouvernement péruvien a donc autorisé l’achat, à la même société qui avait construit les classe R, de deux nouveaux sous-marins de classe Mackerel : le Lobo (Loup) et le Tiburón (Requin). Après l’arrivée de ces deux unités, un nouveau contrat a été rédigé pour deux autres sous-marins: le Atún (Thon) et le Merlín.

## Construction et arrivée au Pérou
Le deuxième contrat entre la marine péruvienne et la Electric Boat Company a été signé le 1er juillet 1955. Il prévoyait la construction au chantier naval de Groton (Connecticut) de deux sous-marins de type 231-EA. Il a été établi que le Pérou devait fournir le système de conduite de tir au chantier naval, car étant la propriété de la marine américaine, c’est ce pays qui devait les obtenir et les livrer au constructeur. Ces systèmes et équipements étaient le contrôle de tir, y compris le TDC, le résolveur d’angle, le DRT, le DRA, les sonars, les périscopes, les radars, les canons, les torpilles, les armes à courte portée, etc.
Le Merlin a été lancé le 5 février 1957, en même temps que le Atún. Après avoir terminé ses essais, il a navigué aux côtés du Atún jusqu’à Callao. Ils sont arrivés à ce port le 28 novembre 1957.

## Changement de nom et retrait
À partir de 1959, commencent les opérations UNITAS de défense de l’hémisphère sud, qui consistent essentiellement en exercices de guerre anti-sous-marine. En 1960, les sous-marins ont changé de nom : le Merlin est devenu le Iquique.
Dans les années 1960, les sous-marins de la marine péruvienne ont bénéficié d’un changement de leurs batteries à Key West, en Floride. Cela s’est répété ensuite à l’occasion de leur visite complète dans le chantier naval qui les avait fabriqués.
Enfin, après 42 ans de service, le Iquique a été radié en 1999.